# Die Dampfnudl

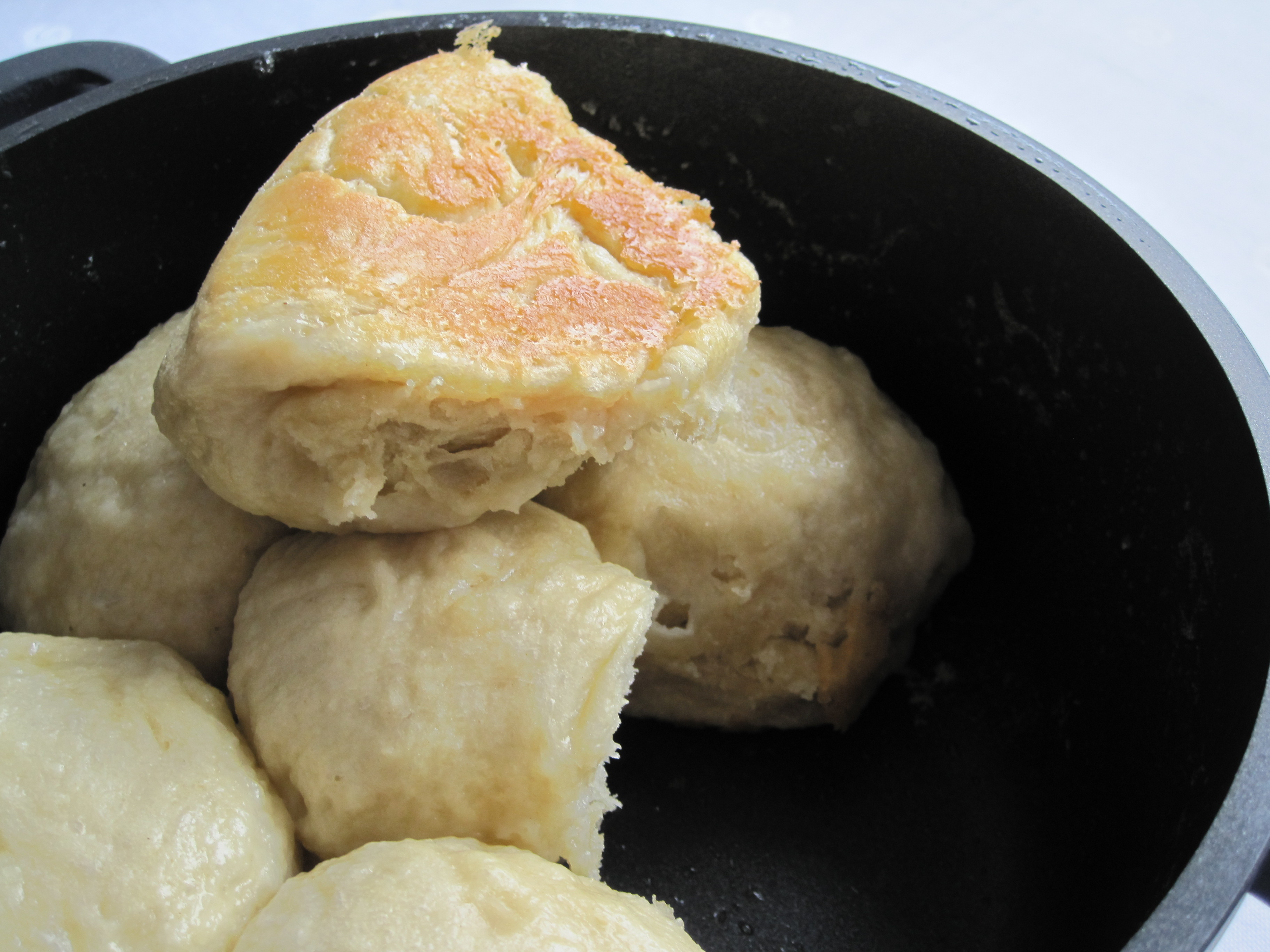
Dampfnudeln

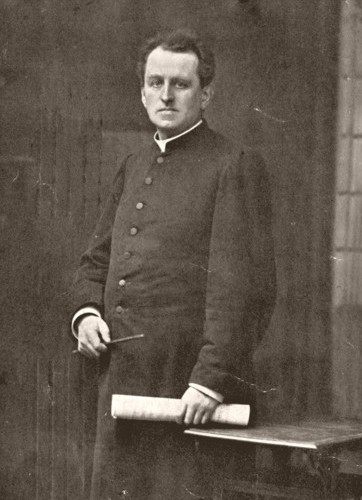
F. X. Engelhart

Die Dampfnudl ist ein volkstümliches Lied von Franz Xaver Engelhart (1861–1924), seit 1891 Domkapellmeister der Regensburger Domspatzen; der Text stammt von dem Altphilologen und Gymnasiallehrer Georg Eberl (1851–1929). Es rühmt die Vorzüge und vielfältigen Verwendungsmöglichkeiten der Dampfnudel, einer in Bayern sehr beliebten Mehlspeise. Der Text ist in Regensburger Mundart, einer Variante des Nordmittelbairischen gehalten. In Engelharts Werk nimmt das Lied insofern eine Sonderstellung ein, als es eine seiner wenigen nicht-geistlichen Kompositionen darstellt.
Die Dampfnudel liegt in Chorsätzen für gemischten Chor (op. 27 Nr. 2) und für Männerchor (op. 36 Nr. 1) vor. Das Lied gehört zum Repertoire zahlreicher regionaler Chöre. Professionelle Interpretationen stammen u. a. von „Jodlerkönig“ Franzl Lang (1969, abweichender Text), dem aus ehemaligen Domspatzen bestehenden Spatzen-Quartett (1999), von Michael Hartl und seinen AlpenRebellen (2001, satirisch) sowie dem Renner Ensemble Regensburg (2023).

## Text
Bairischer Originaltext

Die Dampfnudl

Dampfnudl hamma gestern g’habt,

Dampfnudl hamma heit,

Dampfnudl mengma alle Dog, sooft’s a geid!

Dampfnudl in da Zwetschgnbriah,

oda mit Sauerkraut,

des glaub, des is a rare Kost, do werd neig’haud.

Je gressa d’Dampfnudl is,

so gressa d’Freid,

weil a große Dampfnudl besser ausgeihd.

Wiare an mei Muatta deng,

wia’s am Herd steht,

und wia’s hoid Dampfnudl macht,

wie da Doag gehd.

Wiare ihr ofd zuagschaud hob,

ois kloana Bua,

kriage, wenn i Dampfnudl siech,

gor nimma gnua.

Dampfnudl heid,

Dampfnudl morg’n

Dampfnudl alle Dog.
Hochdeutsche Übersetzung

Die Dampfnudel

Dampfnudeln haben wir gestern gehabt,

Dampfnudeln haben wir heute,

Dampfnudeln mögen wir alle Tage, sooft es nur geht!

Dampfnudeln in Zwetschgensoße,

oder mit Sauerkraut,

glaub mir, das ist rare Kost, da wird reingehauen.

Je größer die Dampfnudel ist,

so größer ist die Freude,

weil eine große Dampfnudel besser ausgibt.

Wie ich an meine Mutter denke,

wie sie am Herd steht,

und wie sie halt Dampfnudeln macht,

wie der Teig aufgeht.

Wie ich ihr oft zugesehen habe,

als kleiner Junge,

bekomme ich, wenn ich Dampfnudeln sehe,

gar nicht mehr genug.

Dampfnudeln heute,

Dampfnudeln morgen

Dampfnudeln alle Tage.